# Американо-тоголезские отношения
Американо-тоголезские отношения — двусторонние дипломатические отношения между США и Того. 

## История
С 1960 по 1967 год в Того произошло несколько государственных переворотов, что в итоге привело к власти генерала Гнассингбе Эйадема, который правил до 2005 года. После смерти генерала в Того были разрешены президентские выборы и страна медленно встала на путь демократических реформ. В настоящее время Соединенные Штаты Америки и Того имеют в целом хорошие отношения, что сказывается и на объёмах финансовой помощи из США. В 2015 году Соединенные Штаты предоставили помощь Того в размере 13,5 млн. долларов США, из них 6 млн долларов США были выделены на развитие системы здравоохранения и 0,3 млн долларов США в виде тренировок вооружённых сил. С 1962 года в Того действует Корпус мира, который в настоящее время насчитывает 84 добровольца в области сельского хозяйства, образования и здравоохранения. 

## Торговля
Экспорт США в Того: мазут, транспортные средства, оборудование для добычи нефти и продукты питания. Импорт США из Того: какао и кофе. При поддержке правительства США, привлекаются частные инвесторы для развития экономики Того (создание предприятий, развитие фармацевтики, косметики и пищевой промышленности). США финансирует строительство электростанции в Того, что входит в число крупнейших инвестиций в электроэнергетику в этой стране и является одними из крупнейших частных частных американских инвестиций в Западной Африке. 